# Борніт
Борні́т — важливий мінерал міді (класу сульфідів). Сульфат міді та заліза координаційної будови. Борніт був відомий вже з 1725 року, але його офіційну назву дали лише в 1845 році Вільгельм Риттер фон Хайдінгер, який назвав мінерал на честь австрійського мінералога Ігнац фон Борна.
2. Зайва назва жозеїту-А та жозеїту-В.

## Склад і властивості
Хімічна формула: Cu5FeS4. Містить (%): Cu 52-65; Fe 8-18; S 20-27. Сингонія ромбічна. При температурі вище 2000°С переходить у кубічну модифікацію.
Густина 4.9—5.3.
Твердість 3.5.
Колір від мідно-червоного до бурого.
Риса сірувато-чорна.
Блиск напівметалічний, злом дрібнораковистий. Крихкий. Непрозорий. Парамагнітний. Ізотропний, іноді слабко анізотропний. Багата мідна руда.

## Поширення
Зустрічається в багатьох мідних родовищах як гіпогенний і гіпергенний мінерал. Від прізвища австрійського мінералога І.Борна. В Україні є на Донбасі та в Чивчинських горах. Борніт поширений в гідротермальних родовищах міді, особливо в зоні їх вторинного збагачення. Родовища в Центральному Казахстані, на Уралі та ін., в США (Монтана, Аризона), в Чилі тощо. Використовується як мідна руда.

## Різновиди
Розрізняють:
- борніт оранжевий (те саме, що раньєрит);
- борніт свинцевистий (відміна борніту з Джезказганського родовища в Казахстані, яка містить до 1,65 % Pb2+).